# Лисимахия (Фракия)
Лисима́хия (греч. Λυσιμάχεια) — важный эллинистический город на северо-западной оконечности фракийского Херсонеса (современный Галлиполийский полуостров), в перешейке, где полуостров соединяется с материком в современной европейской части Турции, недалеко от залив Мелас (современный залив Сарос).

## История
Город был основан Лисимахом в 309 году до н. э., когда он готовился к войне со своими соперниками. Новый город, расположенный на перешейке, контролировал путь из Сестоса на север и в материковую часть Фракии. Чтобы получить жителей для своего нового города, Лисимах разрушил соседний город Кардию, родину диадоха Евмена и историка Иеронима, и поселил здесь жителей этого и других херсонесских городов. Лисимах сделал Лисимахию столицей своего царства, и город быстро приобрёл существенное значение в регионе. После его смерти город попал под власть Селевкидов, а во время войны между Селевком Каллиником и Птолемеем Эвергетом III он перешел из рук Селевкидов в руки Птолемеев. Неизвестно, освободили ли последние город или он освободился от их власти самостоятельно, но всяком случае, он вступил в симполитические отношения с Этолийской лигой. В 287 году до н. э. город сильно пострадал от землетрясения, как сообщает римский историк Юстин (17.1.1-3). В 277 г. до н. э. близ Лисимахии царь Македонии Антигон II Гонат нанёс поражение галлам. Так как этолийцы не могли оказывать городу необходимую защиту, он вновь был разрушен — в 197 году до н. э. фракийцами во время войны римлян против Филиппа V Македонского. Антиох Великий восстановил это место, собрал рассеянных и порабощенных жителей и привлёк колонистов со всех концов щедрыми обещаниями. Однако эта попытка возрождения города, похоже, не увенчалась успехом, и под властью Рима город все больше и больше приходил в упадок. В последний раз это место упоминается под своим древним названием всочинениях Аммиана Марцеллина. Император Юстиниан (527—565) восстановил его и окружил его мощными укреплениями, и после этого времени оно упоминается под названием Гексамилион. Место, которое сейчас занимает территорию Лисимахии, Эксемил, получило свое название от крепости Юстиниана, хотя руины древнего города более многочисленны в соседней современной турецкой деревне Ортакёй.